# Oleksij Beketow

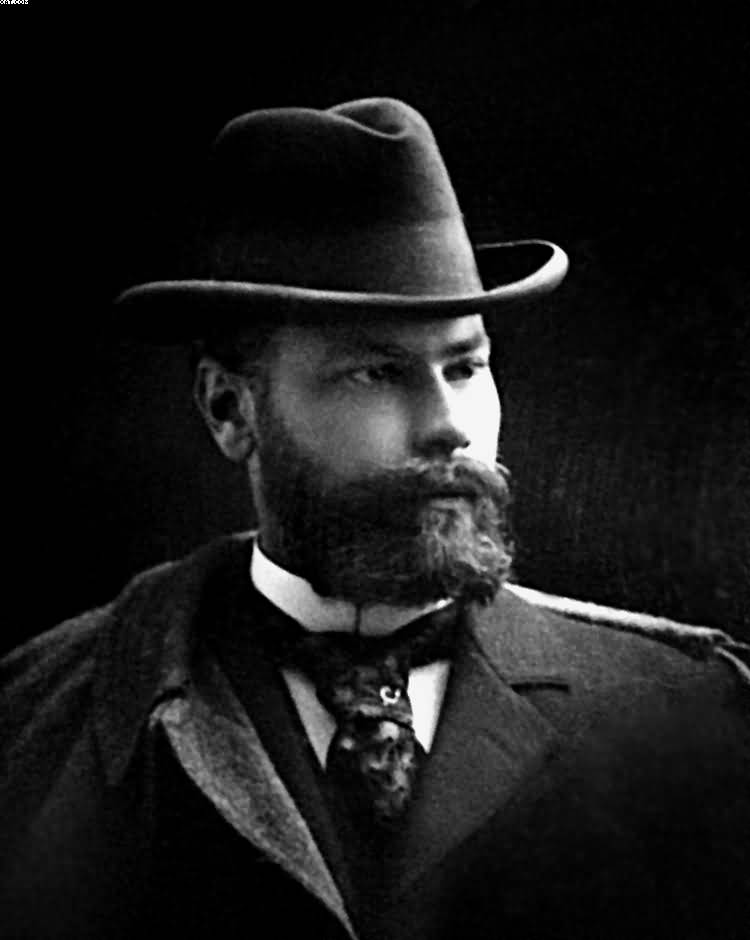
Oleksij Beketow, 1900

Oleksij Mykolajowytsch Beketow (ukrainisch Олексій Миколайович Бекетов; * 3. März 1862 in Charkiw; † 23. November 1941 ebenda) war ein ukrainischer Architekt.

## Leben und Wirken

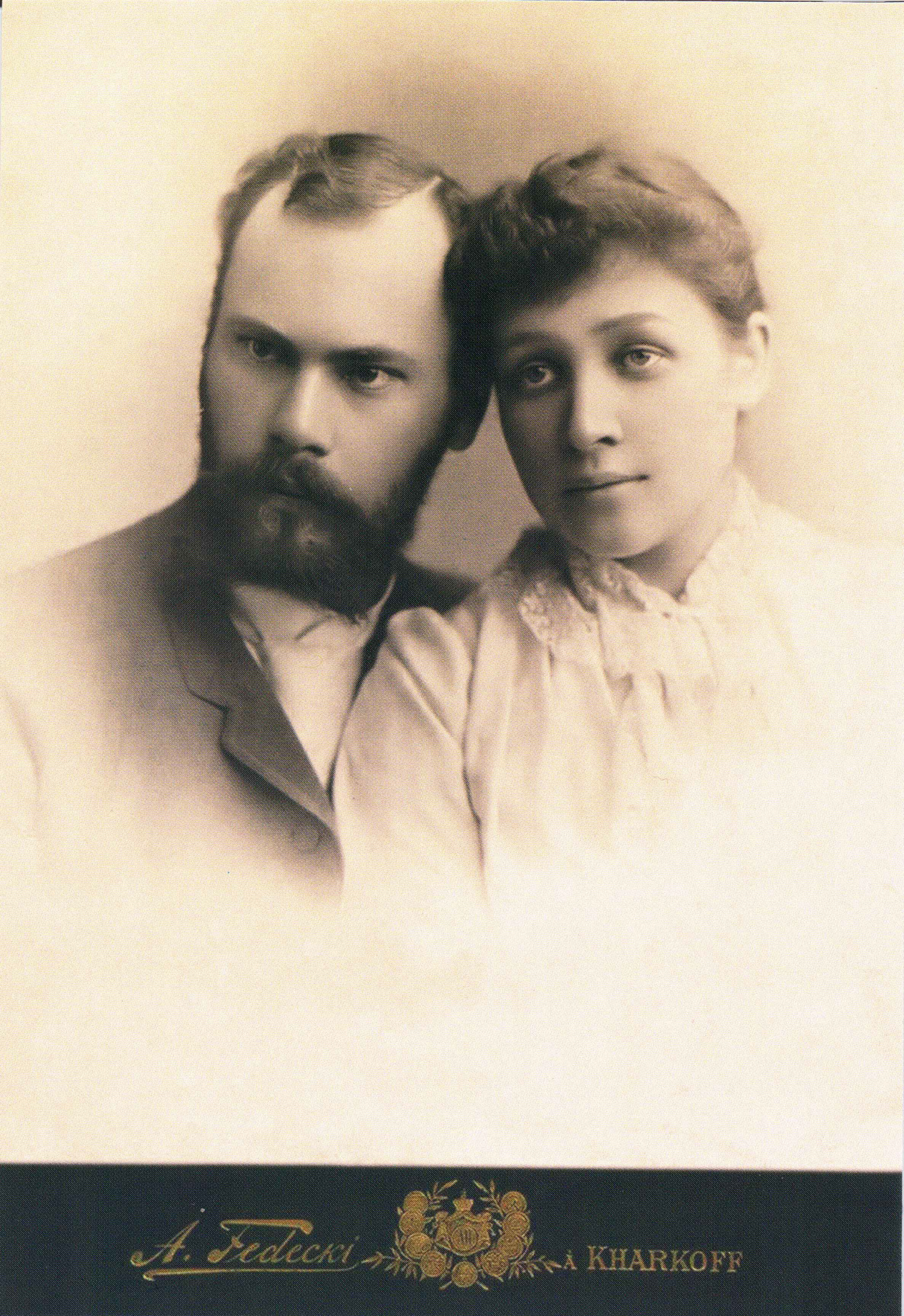
Oleksij Beketow mit seiner Frau Hanna Altschewska, 1900

Oleksij Beketow wurde am 3. März 1862 in der Familie des Chemikers Nikolai Beketow geboren. In Charkiw absolvierte er die Realschule, an der Dmytro Bezpertschyj Zeichnen und Malerei unterrichtete, sowie die private Kunstschule von Marija Rajewska-Iwanowa. 1882 trat er in die Architekturabteilung der Kunstakademie in Sankt Petersburg ein und schloss sie 1888 mit Auszeichnung ab. Trotz der Möglichkeit, nach dem Studium in der damaligen Hauptstadt des Russischen Kaiserreiches, zu bleiben, kehrte er nach Charkiw zurück.
Im Jahr 1889 heiratete Beketow Hanna Altschewska, die Tochter des bekannten ukrainischen Mäzens Oleksij Altschewskyj, und aus der Ehe gingen vier Kinder hervor. Seit 1890 unterrichtete er am Charkiwer Technologischen Institut und eröffnete sein eigenes Architekturbüro.
Beketow spielte eine zentrale Rolle in der architektonischen Gestaltung von Charkiw, das um die Jahrhundertwende einen Bauboom erlebte und sich zu einem bedeutenden Bildungs-, Handels- und Industriezentrum entwickelte. Er entwarf mehr als 40 Gebäude, darunter Bildungseinrichtungen, öffentliche Bauten und Bankgebäude, die noch heute das Stadtbild prägen. Weitere Werke von Beketow schmücken Städte wie Simferopol, Baku, Aluschta, Donezk, Dnipro und Kiew. Der Architekt arbeitete in verschiedenen Stilen, darunter Jugendstil, Neorenaissance, Neoklassizismus und Eklektizismus. Neben seiner architektonischen Tätigkeit widmete er sich der Aquarellmalerei.
Beketow entwarf die Gestaltung des Altschewskyj-Anwesens in Charkiw, wo 1899 das erste Denkmal für Taras Schewtschenko errichtet wurde. 1896 vollendete er seine Sommerresidenz bei Aluschta auf der Krim. 1911 wurde in Simferopol das Theater nach seinen Entwürfen erbaut. Zwischen 1926 und 1933 entstand in Odessa am Chadschibej-Liman ein Bauernsanatorium nach Beketows Plänen. 1928 gestalteten die Boychukisten unter der Leitung von Mychajlo Bojtschuk, darunter Antonina Iwanowa und Marija Junak, die Innenräume des Sanatoriums.
Ab 1930 lehrte Beketow am Charkiwer Institut für Bauwesen, von 1935 bis 1941 am Charkiwer Institut für Kommunalwirtschaft (seit 2013 Beketow-Universität für Kommunalwirtschaft). Im Jahr 1939 wurde er als ordentliches Mitglied der Akademie der Architektur der UdSSR bestätigt und erhielt den akademischen Grad eines Doktors der Architektur.
Im Laufe seines Lebens bildete Beketow zahlreiche Schüler aus, darunter die bekannten Architekten Wassyl Krytschewskyj, Oleksij Tazij, Oleksandr Kassjanow und Alexei Duschkin.
Oleksij Beketow starb im Jahr 1941 während der deutschen Besetzung Charkiws.
Während der großangelegten Invasion Russlands seit 2022 wurden mehrere Gebäude des Architekten durch russische Angriffe beschädigt.

## Bauwerke (Auswahl)

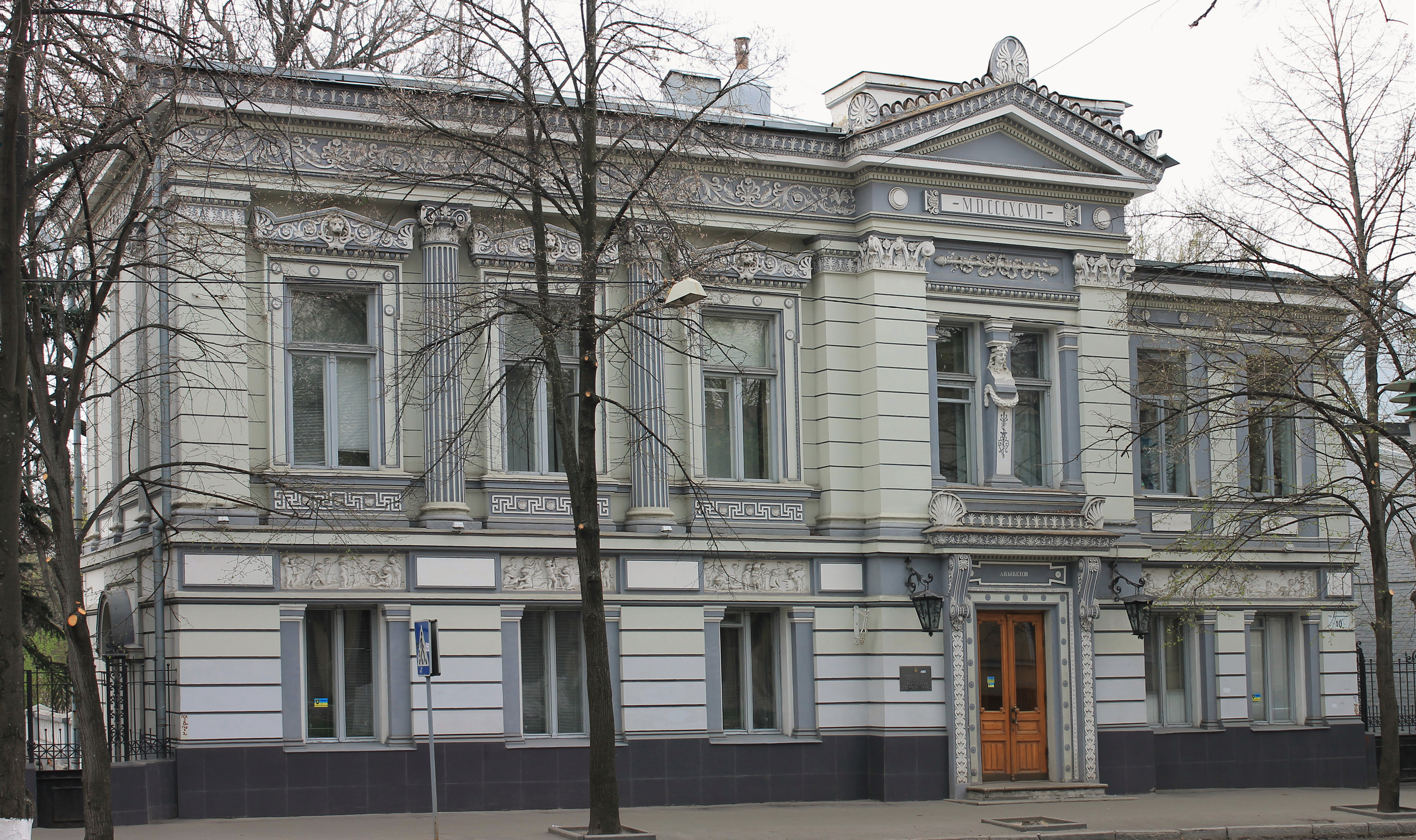
Haus der Wissenschaftler, Charkiw
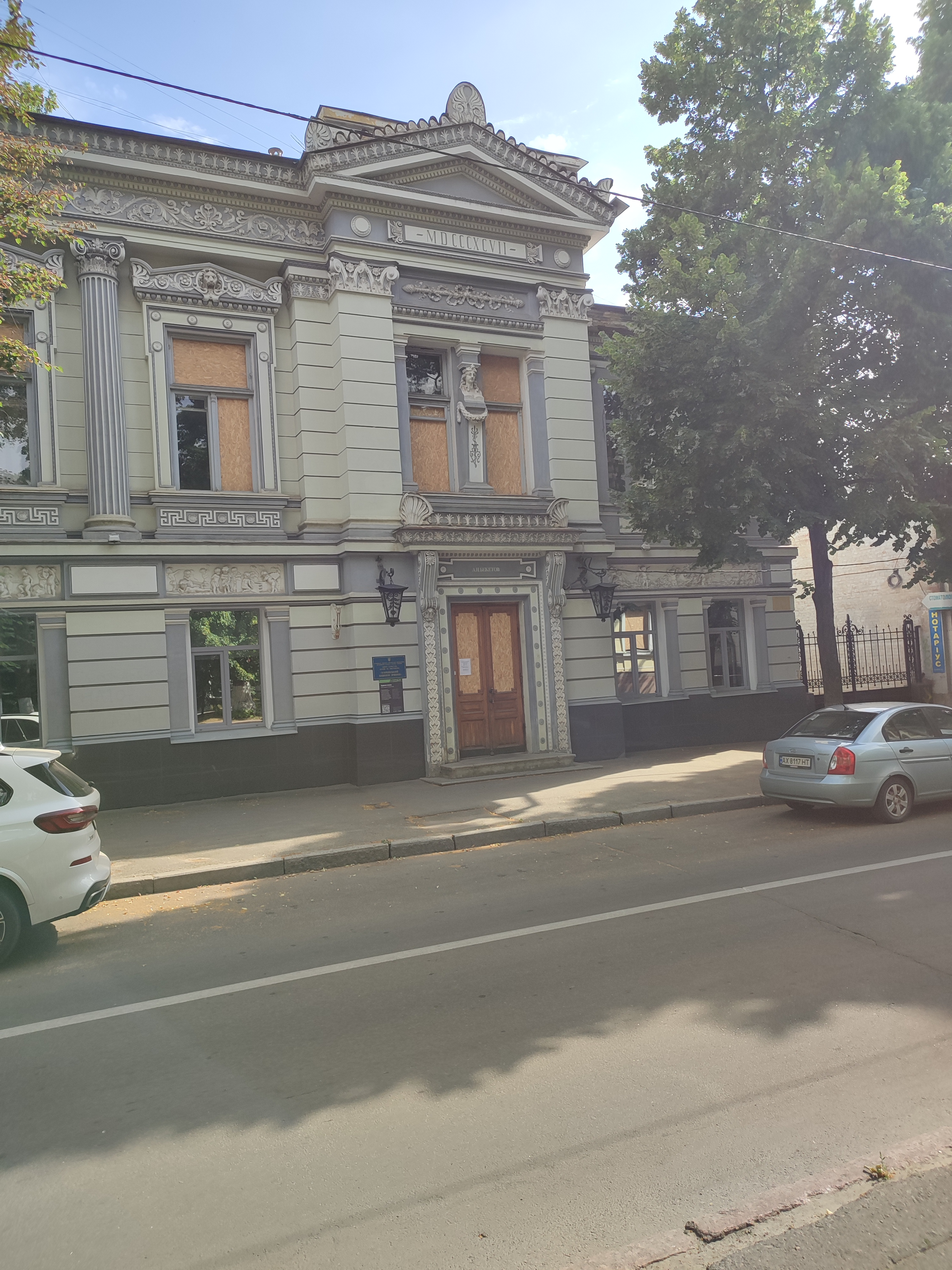
Haus der Wissenschaftler, 2024
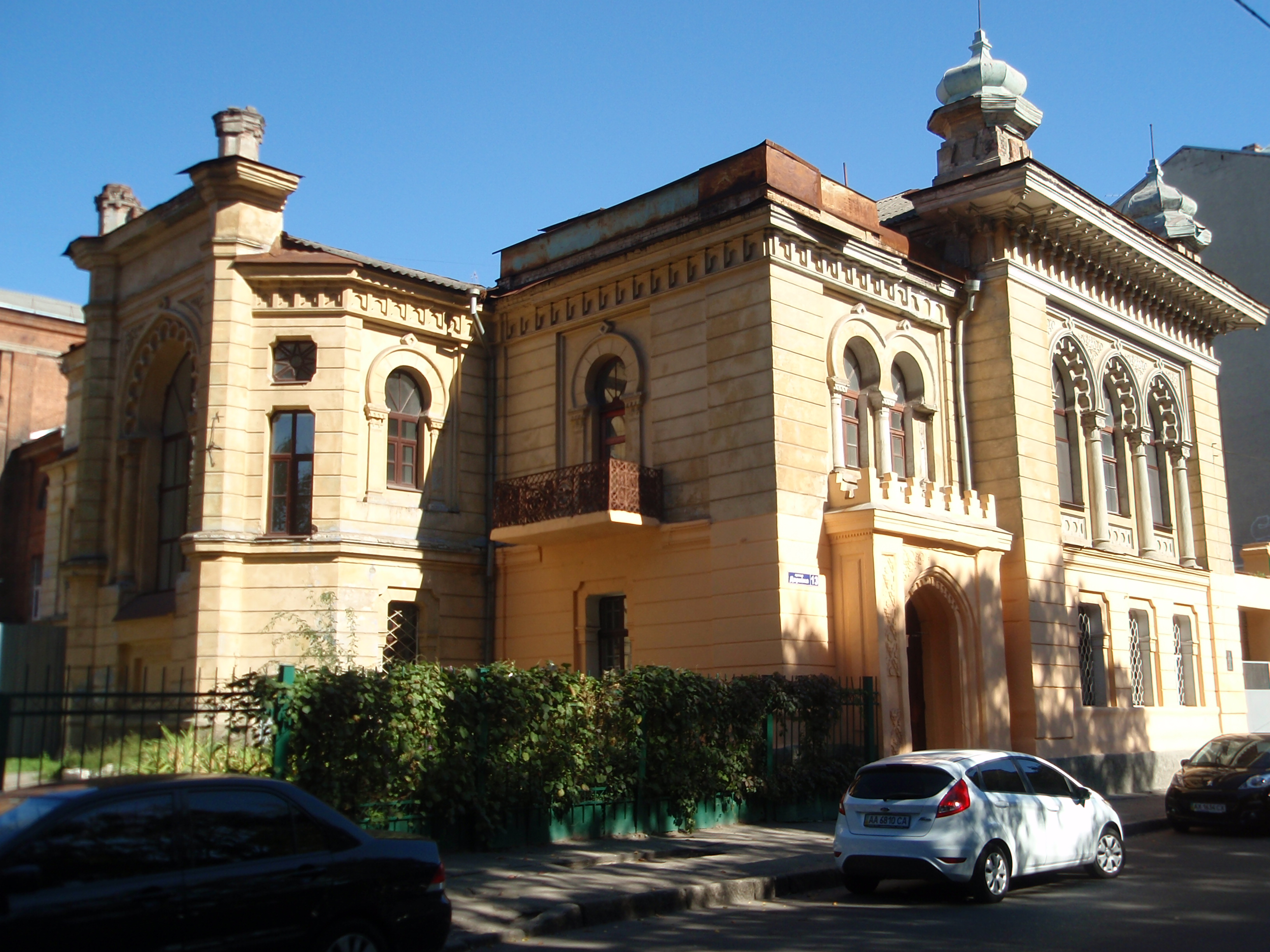
Darwin-Frauengymnasium, Charkiw
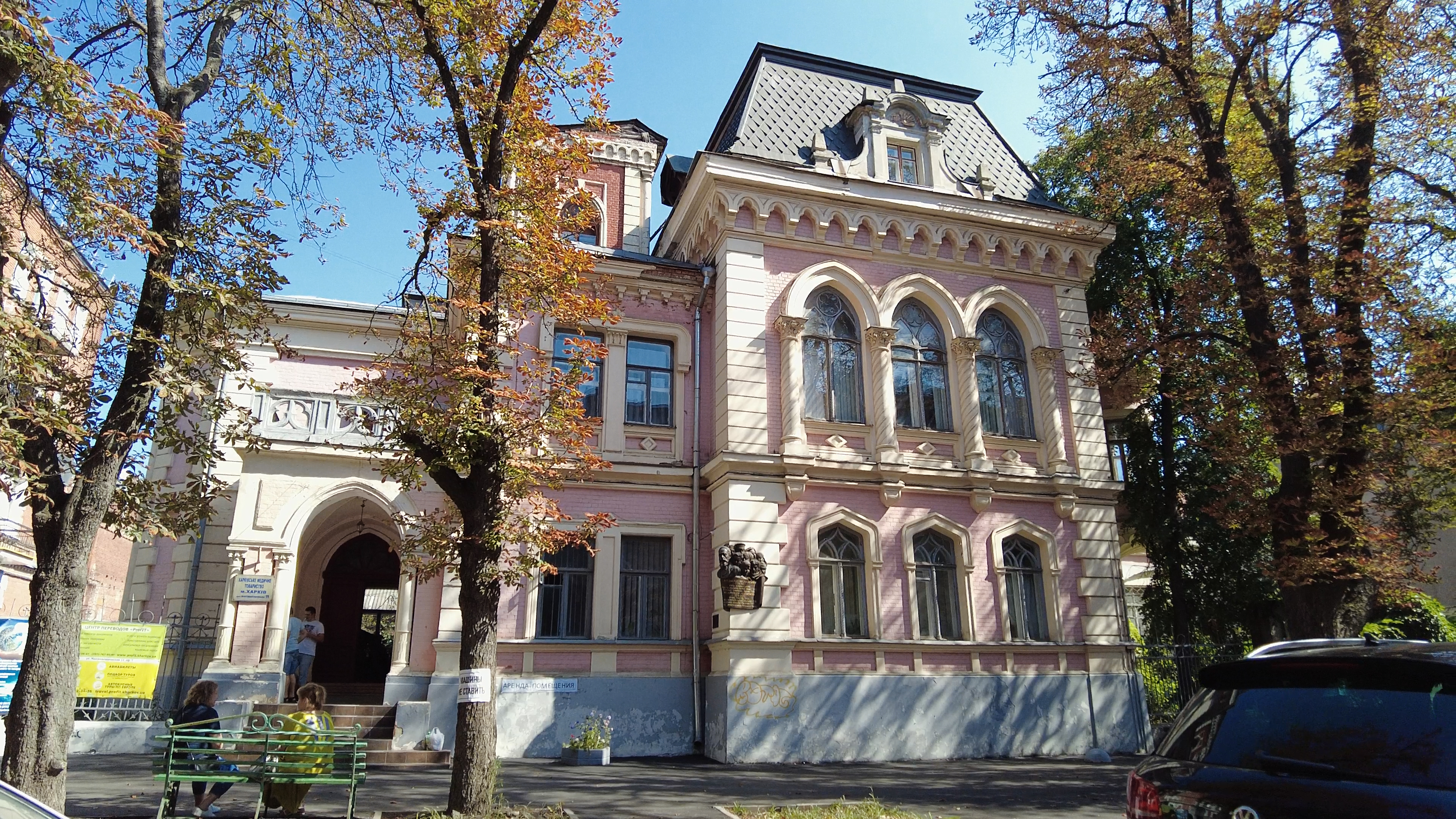
Medizinische Gesellschaft, Charkiw
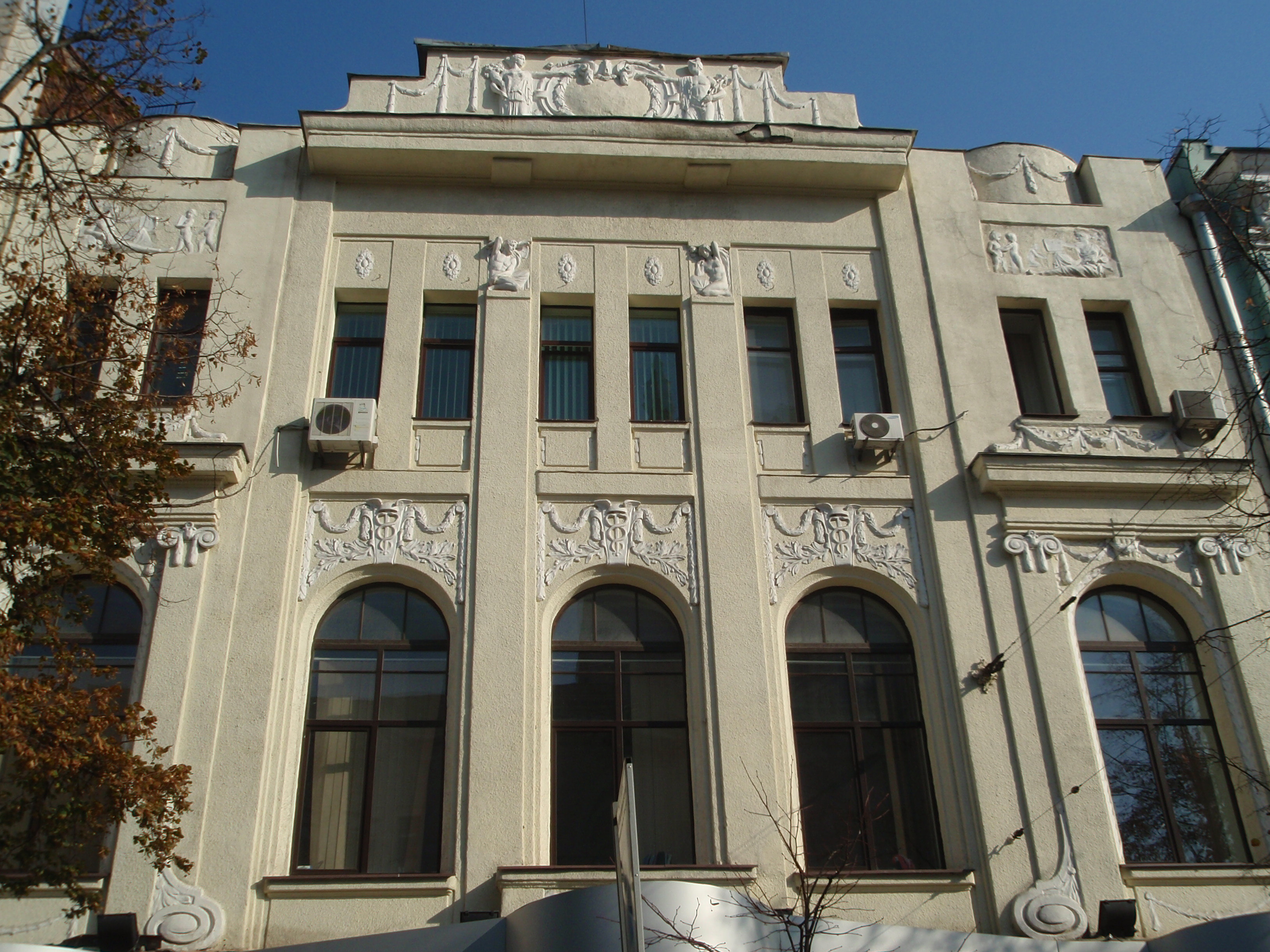
Bank, Charkiw
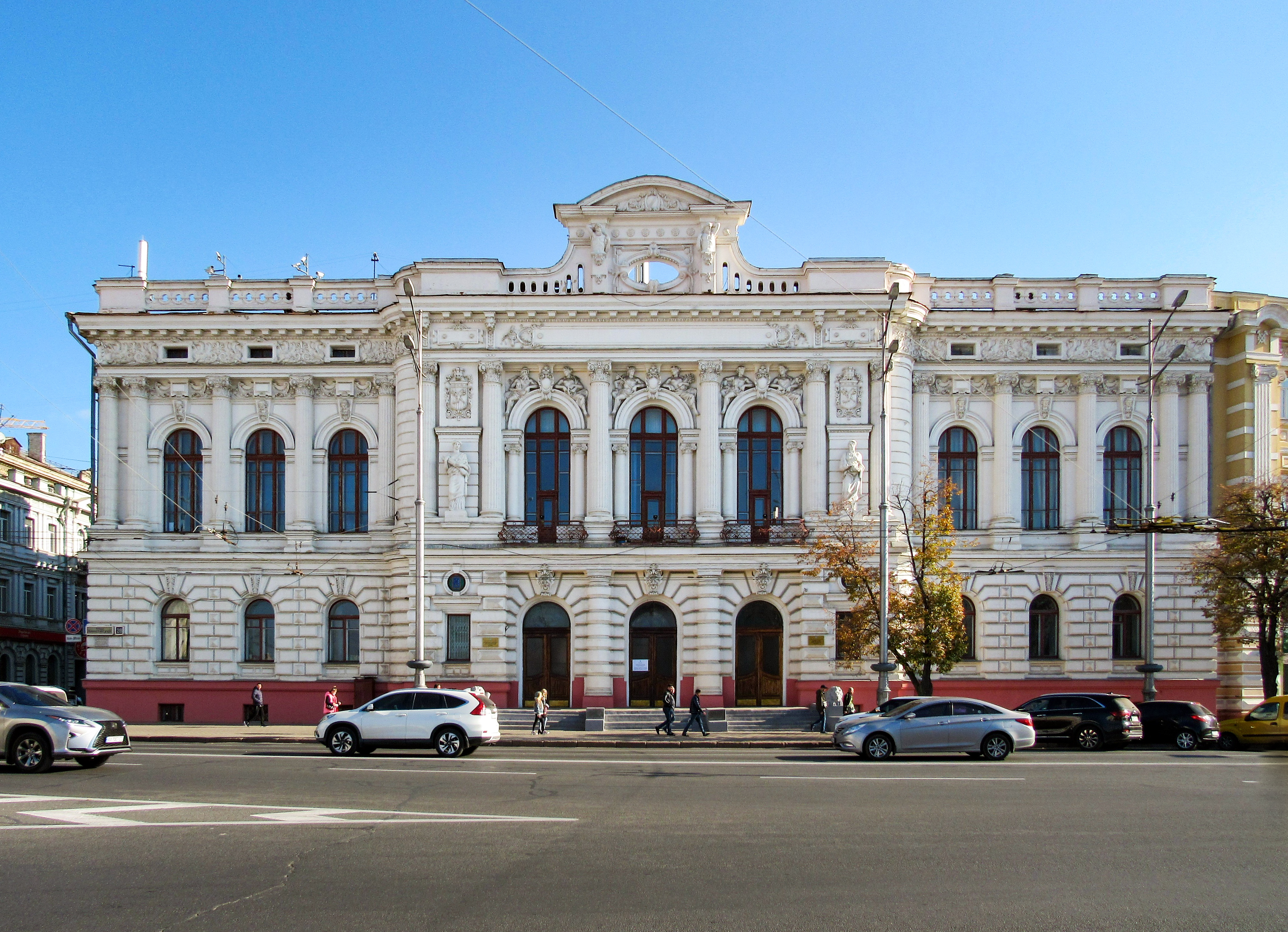
Landbank, Charkiw
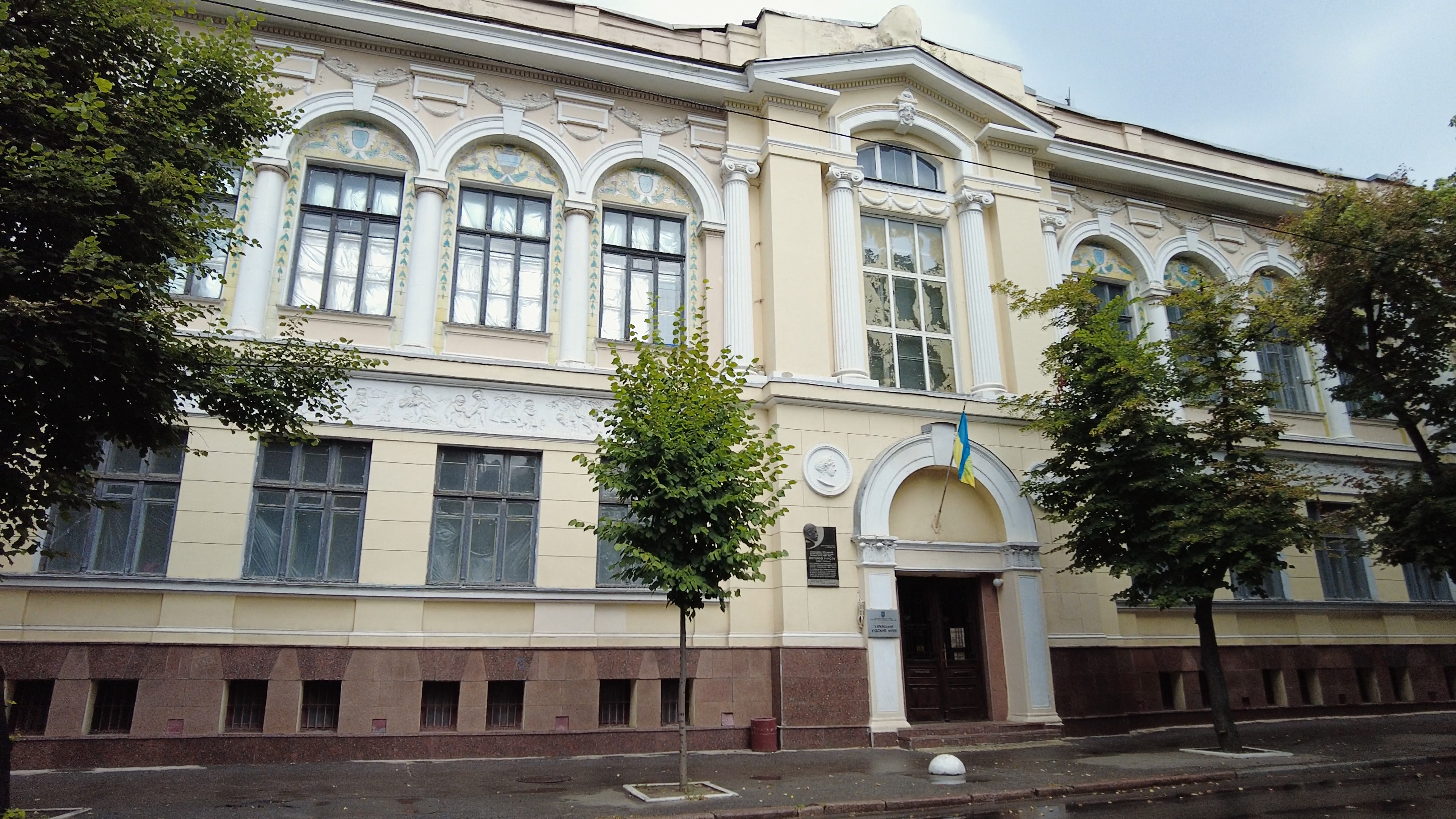
Kunstmuseum Charkiw
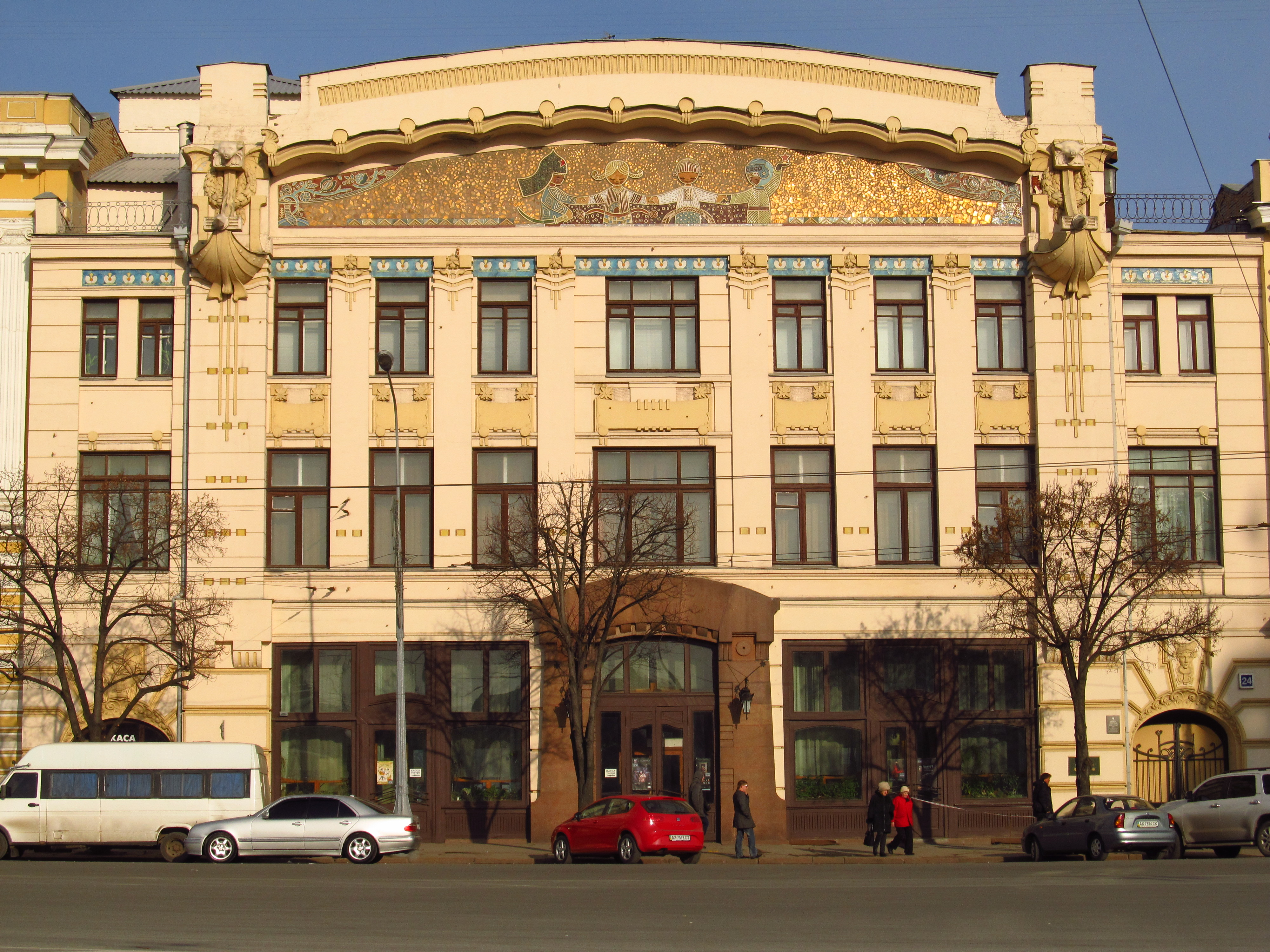
Charkiwer Puppentheater
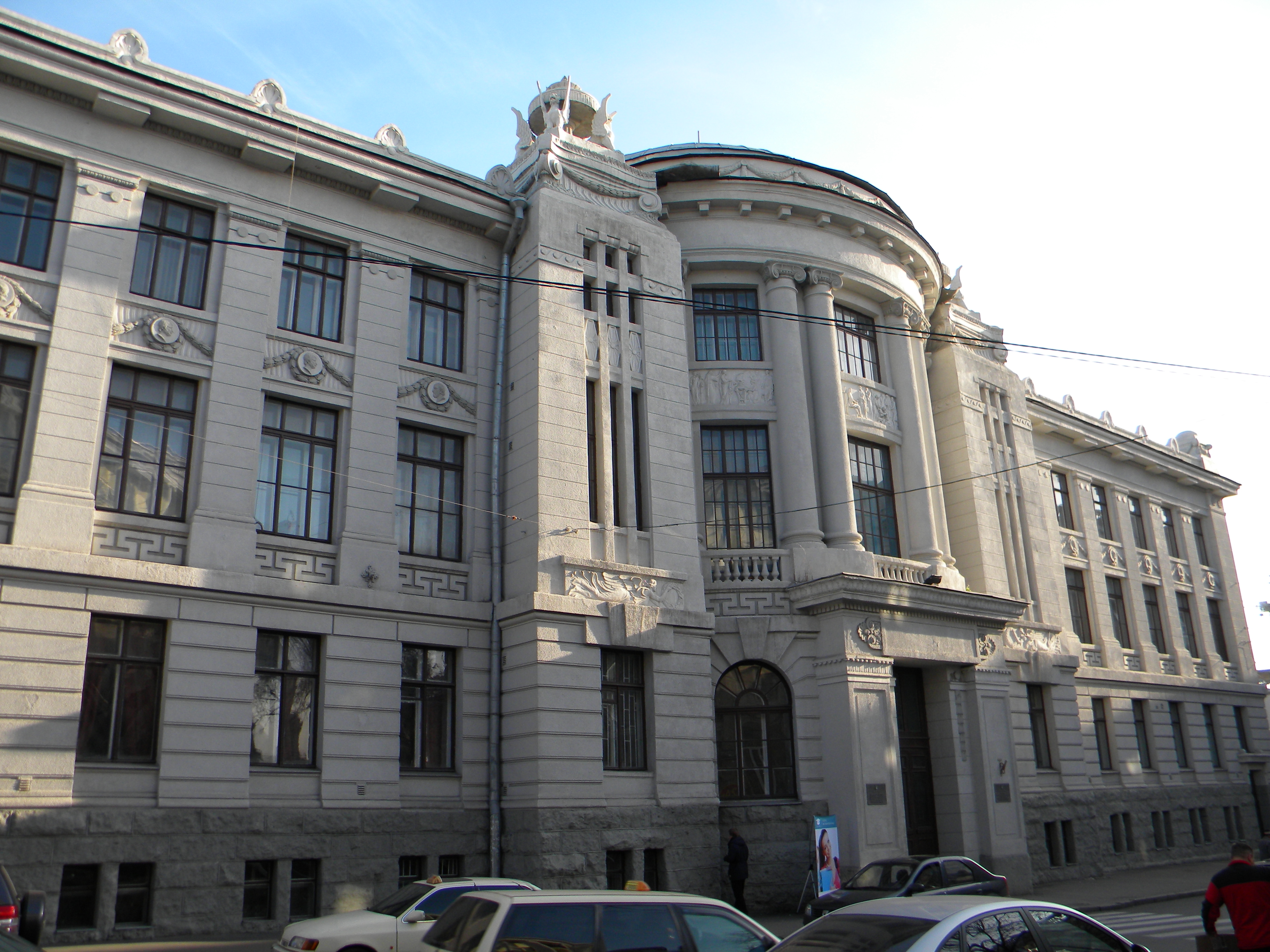
Charkiwer Medizinische Gesellschaft
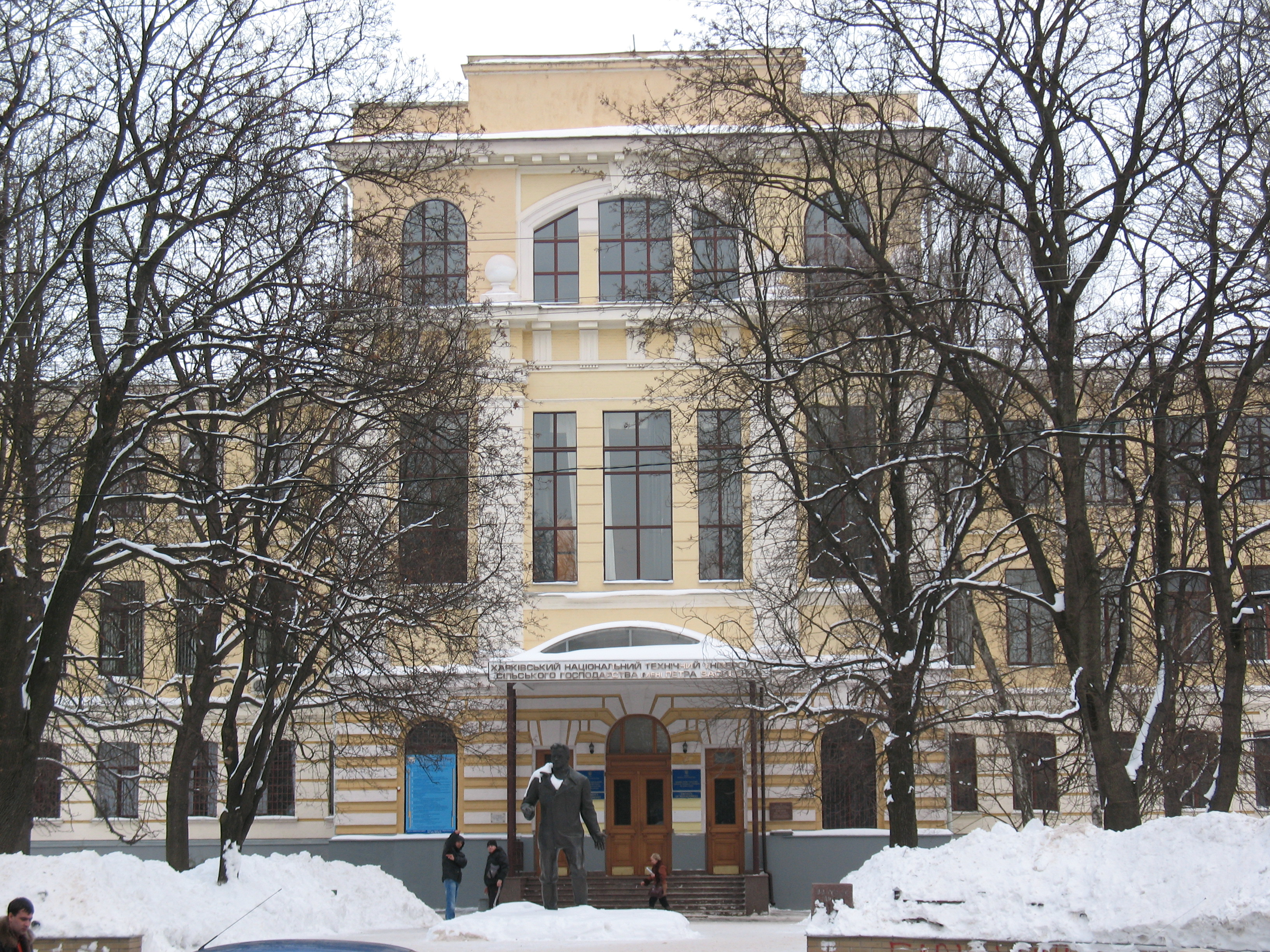
Technische Universität für Landwirtschaft, Charkiw
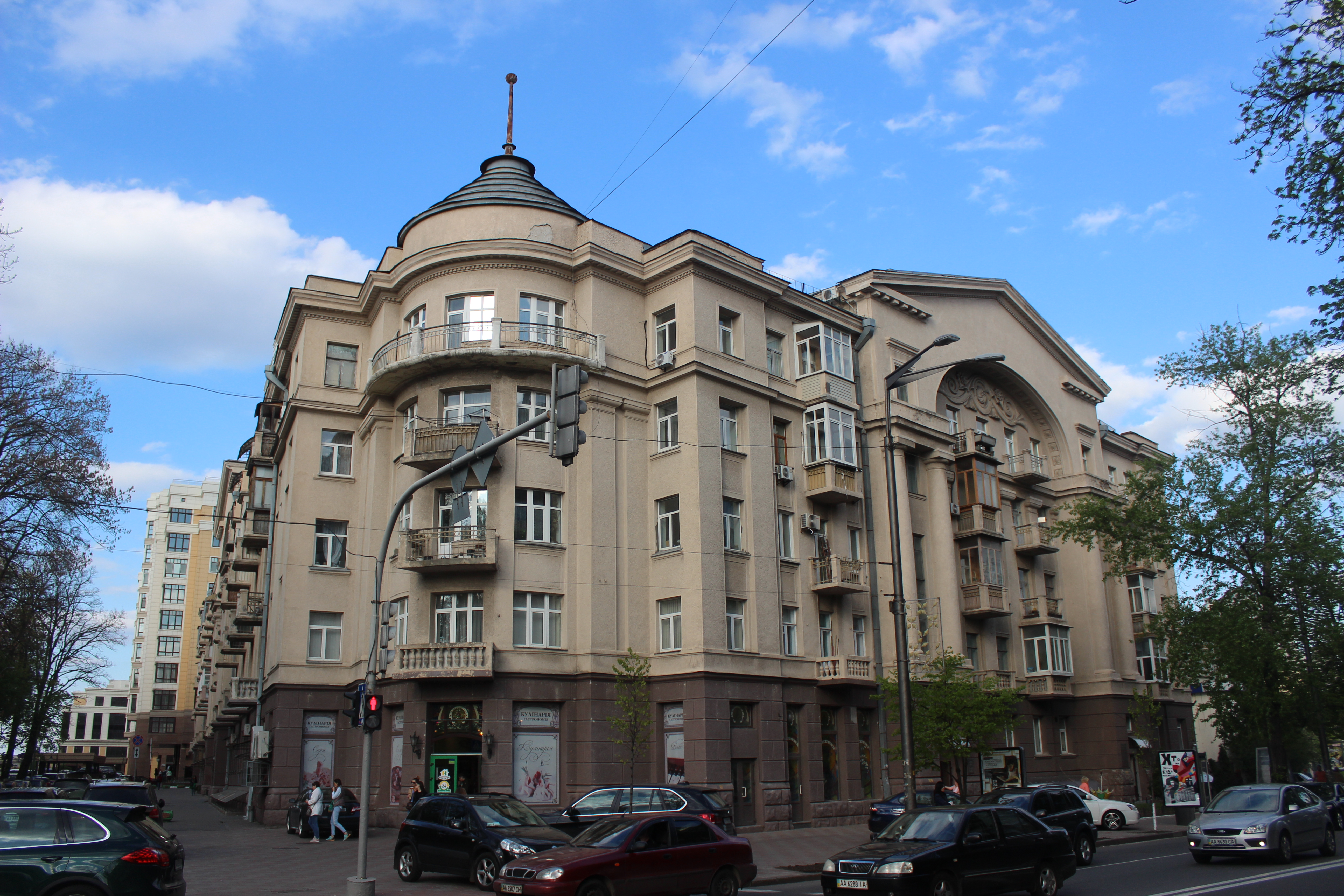
Wohnhaus, Kiew
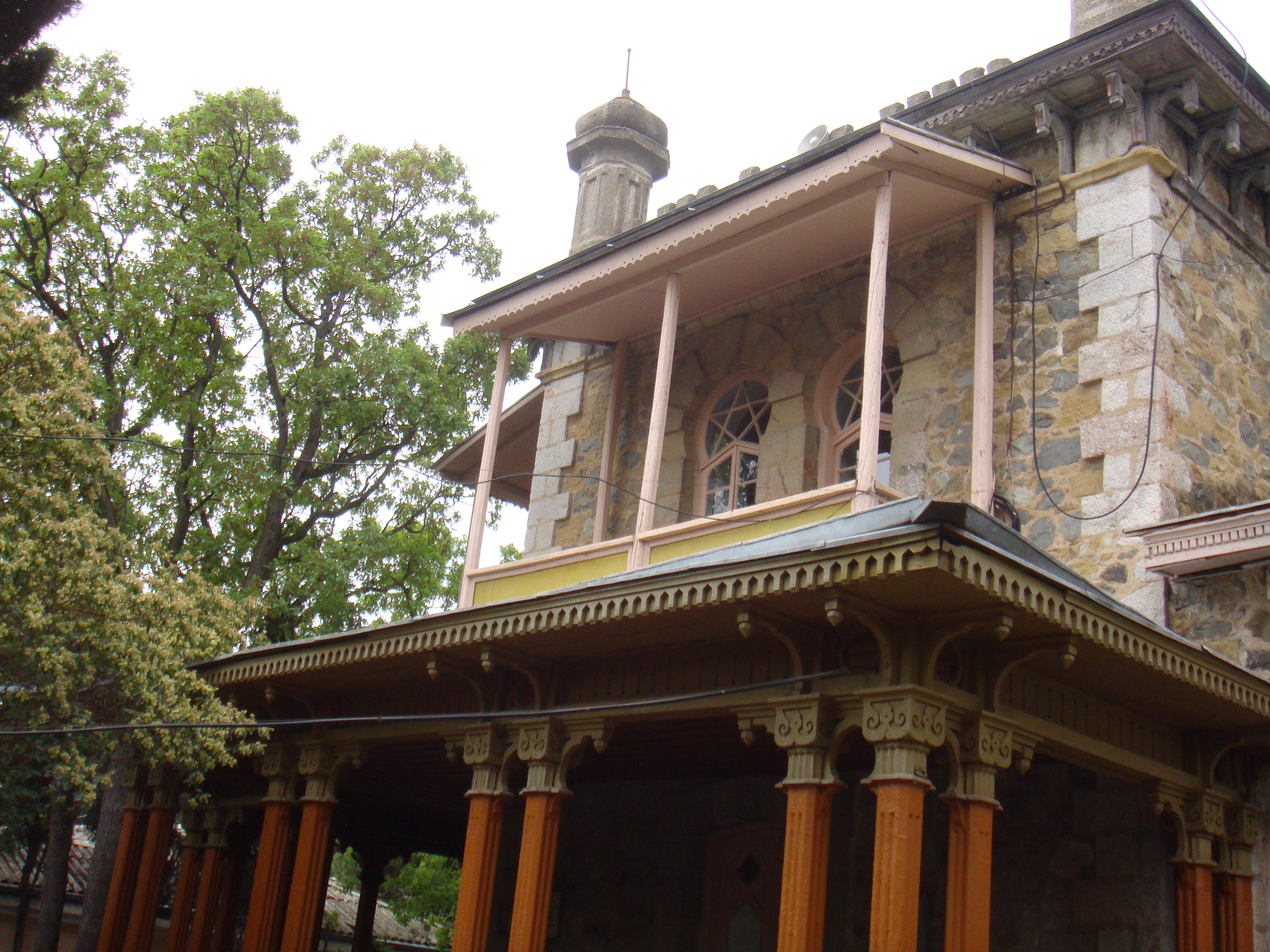
Beketow-Datscha in Aluschta
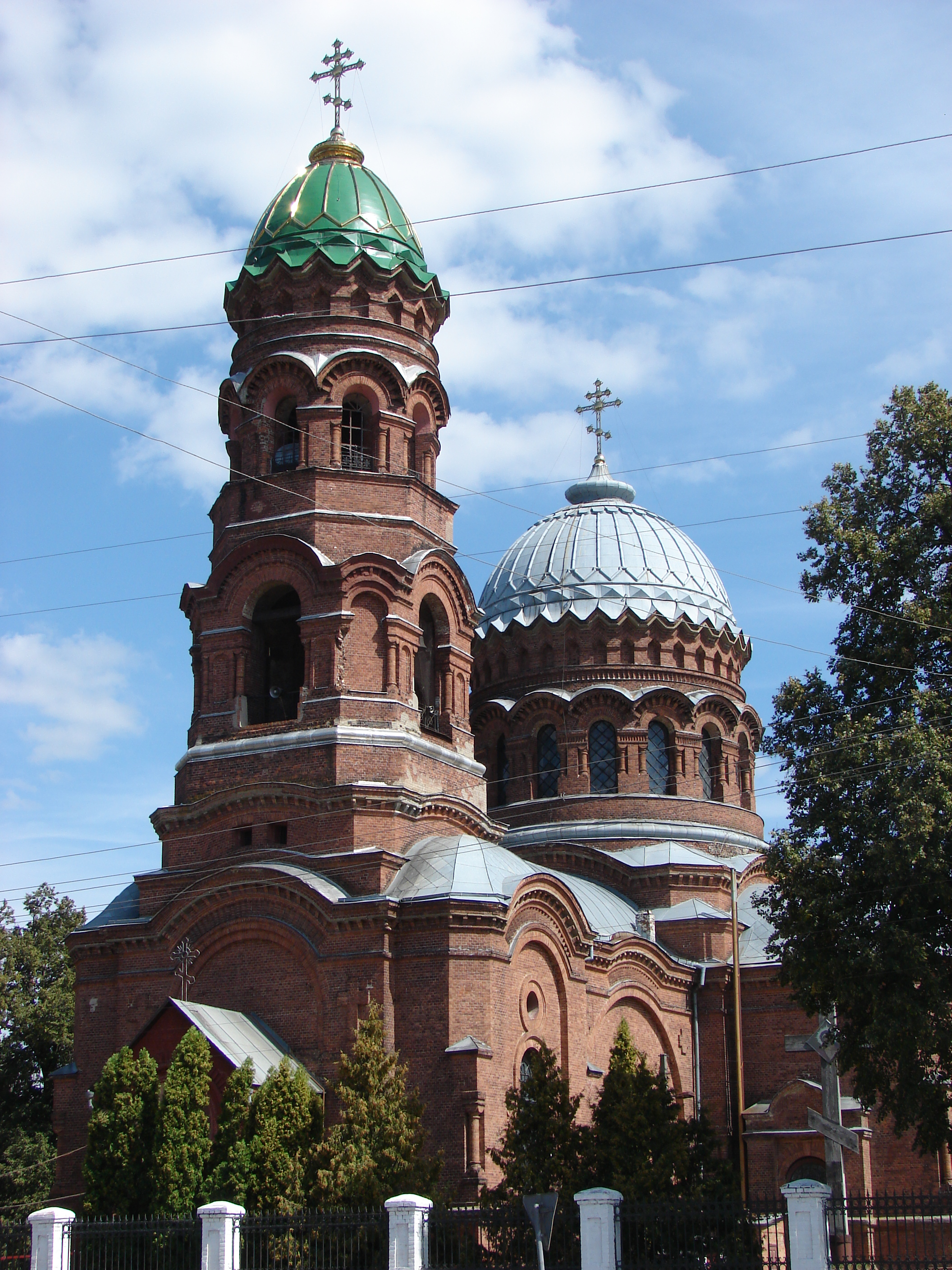
Himmelfahrtskirche, Trostjanez
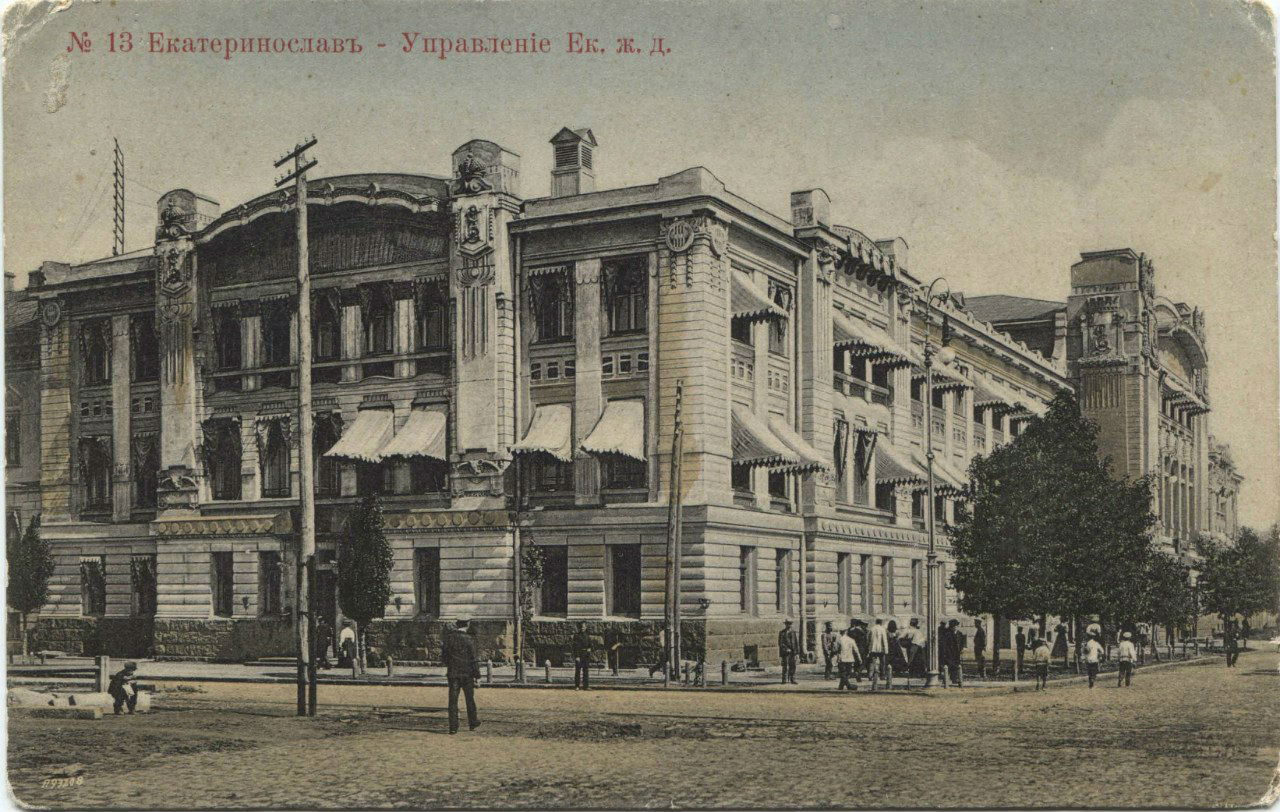
Bahnverwaltung, Dnipro
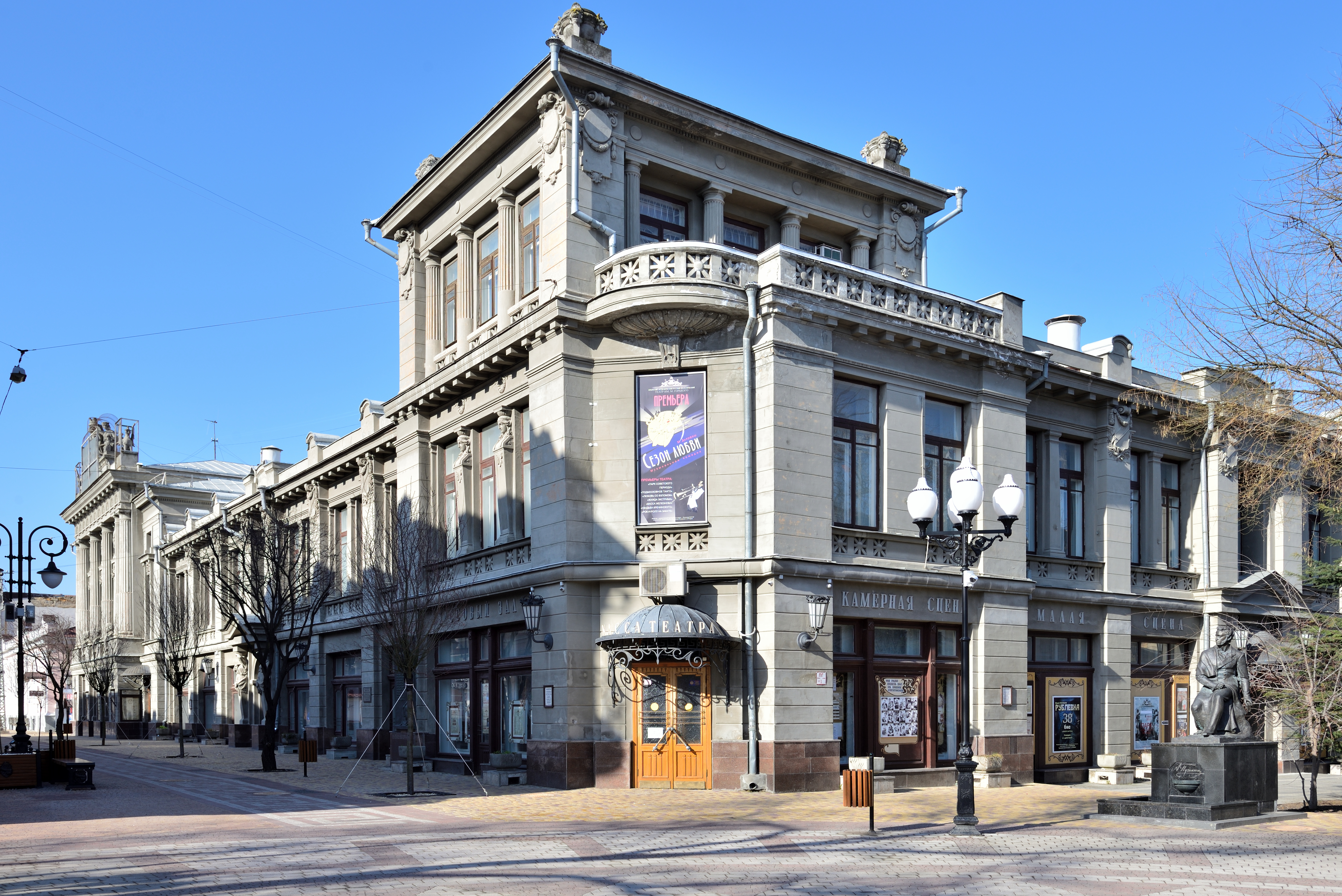
Theater, Simferopol